# 萊班乾河大橋
萊班乾河大橋（阿拉伯语：‎，羅馬化：Jisr Wādī Laban）是沙特阿拉伯首都利雅得的一座公路斜拉桥，跨越萊班乾河，双向六车道的利雅得西环路从该桥通过。大桥由夏德利·斯里尼瓦森（Seshadri Srinivasan）设计，采用双塔单索面布局，是中东地区主跨最长的斜拉桥。
大桥于1993年开工建设，1997年竣工，1998年最后一根斜拉索安装完成。桥长763（2,503英尺），主跨长405（1,329英尺），两侧边跨分别长179（587英尺），桥宽35.8（117英尺），北侧桥塔高167.5（550英尺），南侧桥塔高175.5（576英尺）。

## 图集

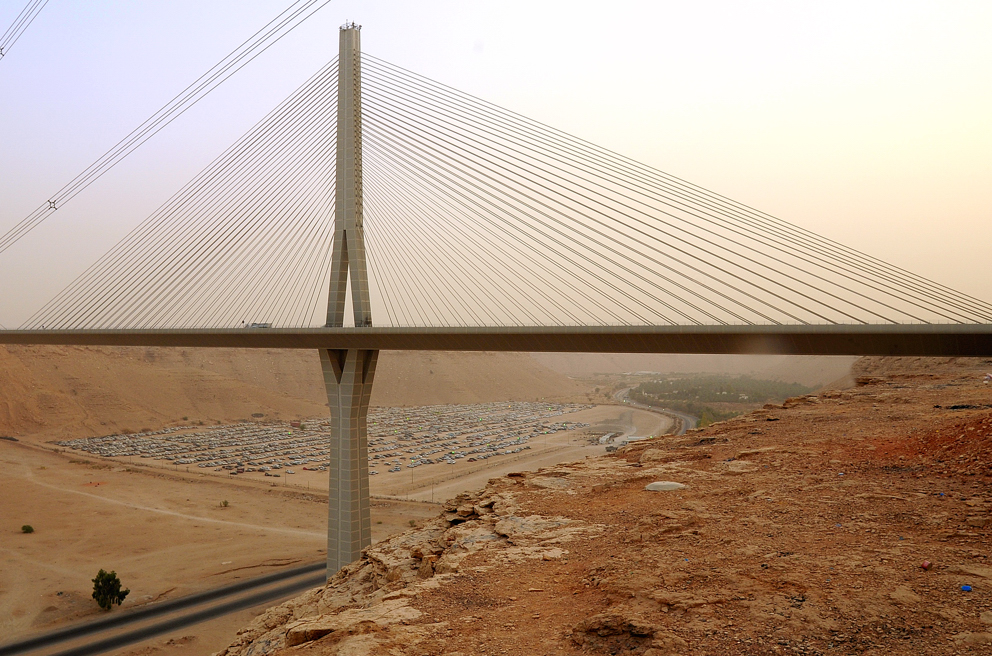
南侧桥塔
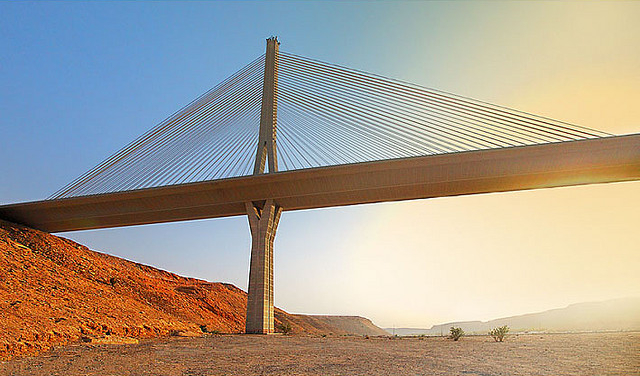
仰望桥塔